# Somersault
Somersault är popgruppen Eggstones andra album, utgivet 1994. Det producerades av Eggstone och Michael Blair. Albumet är utgivet på skivbolaget Snap Records.

## Låtförteckning
1. Against the Sun (2:41)
2. It's Not the Rain (3:19)
3. Hang on to Your Eco(2:45)
4. Good Morning (3:38)
5. Desdemona (3:03)
6. The Dog (3:42)
7. Water (3:09)
8. Luck (3:50)
9. Cornflake Crown (3:15)
10. Split (2:41)
11. Happiest Fool (3:24)

### Bonusspår på den japanska utgåvan
1. Anaesthesia (2:58)